# Crangonyx serratus
Crangonyx serratus är en kräftdjursart som först beskrevs av Embody 1911.  Crangonyx serratus ingår i släktet Crangonyx och familjen Crangonyctidae. Inga underarter finns listade i Catalogue of Life.